# PEBB§Y
Das Akronym PEBB§Y (Personalbedarfsberechnungssystem) ist die Kurzbezeichnung für ein System zur Personalbedarfsberechnung für die deutschen Justizbehörden.  Die offizielle Bezeichnung lautet: Erarbeitung eines Systems der Personalbedarfsberechnung für den richterlichen, staatsanwaltlichen und Rechtspflegerdienst in der ordentlichen Gerichtsbarkeit. Ausgesprochen wird der Begriff wie Pepsi. PEBB§Y ist in Deutschland seit 2005 das aktuelle System für die Personalbedarfsplanung der Landesjustizverwaltungen.

## Allgemeines
In der Justiz wird zur Ermittlung des Bedarfs an Richtern, Staatsanwälten und Rechtspflegern festgelegt, wie viel Zeit für jede einzelne Tätigkeit benötigt wird. Durch Multiplikation der Einzelfallbearbeitungszeit mit den tatsächlichen Fallzahlen (ähnlich wie bei der Akkordarbeit) wird der tatsächliche Personalbedarf anschließend berechnet. Den Justizbehörden soll entsprechendes Personal zur Verfügung gestellt werden. Aufgrund der so vorgenommenen Zeitberechnung durch ministerielle Vorgaben soll nachgewiesen werden können, dass der Personalbestand für die zu leistenden Arbeiten zumindest ausreichend war. Problematisch ist, dass die angenommenen Zeitansätze für die einzelnen zu erfüllenden Aufgaben bei Praktikern oft als unrealistisch gelten.
Zurzeit wird zur Ermittlung des Personalbedarfs grundsätzlich nach dem PEBB§Y-System verfahren. Der danach erforderliche Personalbedarf deckt sich nicht mit dem tatsächlichen Personalbestand. Auf  die Anzahl der zu erledigenden Fälle kann kaum Einfluss genommen werden. Die Personalbedarfsberechnung zeigt das Erfordernis einer Personalverstärkung. Eine solche erscheint aus fiskalischen Gründen allerdings eher unwahrscheinlich.

## Entstehungsgeschichte
Die Kommission der Landesjustizverwaltungen für Fragen der Personalbedarfsberechnung (die so genannte Bundespensenkonferenz)  beschloss 2003, das bisher für die Personalberechnung geltende Pensensystem auf das System „PEBB§Y“ umzustellen.
Das System PEBB§Y wurde auf der Grundlage eines Gutachtens der Wirtschaftsberatungsgesellschaft Arthur Andersen Business Consulting GmbH erstellt. Im Jahr 2004 wurden dann Daten für die Personalbedarfsberechnung auf Grundlage von PEBB§Y erhoben, die Personalbedarfsberechnung (und Personalzuweisung) selbst erfolgt nun seit 1. Januar 2005 auf der Grundlage der mit dem neuen System ermittelten Zahlen.

## Berechnungsformel
Das System der Personalbedarfsberechnung nach PEBB§Y beruht auf der mit Hilfe einer von der beauftragten Wirtschaftsberatungsgesellschaft ermittelten Formel für die durchschnittliche und in Minuten dargestellte Bearbeitungszeit für einzelne Verfahrensarten, die als „Basiszahl“ bezeichnet wird.
Der Personalbedarf berechnet sich auf diese Weise nach folgender Formel:
Menge x Basiszahl ÷ durch Jahresarbeitszeit (in Minuten) = Personalbedarf
Die Basiszahl lässt sich in eine Bewertungszahl für das einzelne Geschäft (= Anzahl der Tätigkeiten, die von einem Richter, Staatsanwalt oder Rechtspfleger in einem Jahr zu erledigen sind) umrechnen:
Bewertungszahl  = Jahresarbeitszeit (in Minuten) ÷ durch Basiszahl
Als Jahresarbeitszeit in Minuten wird im Bundesland Bayern beispielsweise ein standardisierter Wert von 102.279,60 Minuten (oder 1.704,96 Stunden) angenommen, in den schon alle denkbaren Fehltage wie Urlaub, Feiertage, Krankheit, Mutterschutz usw. statistisch eingearbeitet sind. Die Jahresarbeitszeit ist in allen Bundesländern standardisiert, wobei jedoch von unterschiedlichen Parametern ausgegangen wird, da beispielsweise die Anzahl der Feiertage und die zu leistende Wochenstundenzahl (zwischen 38 und 42 Stunden) differieren.

## Praktische Bedeutung
Im Ergebnis der oben dargestellten Berechnungen sind für die einzelnen Dienstgeschäfte der Richter, Staatsanwälte und Rechtspfleger Basiszahlen (Minutenansätze) festgelegt worden, von denen hier beispielhaft einige Standardzahlen aus dem staatsanwaltschaftlichen Bereich wiedergegeben werden sollen:
- Bearbeitung eines Verfahrens, bei welchem es der Polizei nicht gelungen ist, einen Tatverdächtigen zu ermitteln (Durchsicht der Akten nach Ermittlungsansätzen, weitere Verfügung): 4 Minuten.
- Politische Strafsachen (inklusive Verfassen der Anklage und Teilnahme an der Hauptverhandlung vor Gericht): 120 Minuten.
- Ermittlungsverfahren wegen Betruges, Untreue, Diebstahls, Unterschlagung, Körperverletzung (inklusive Verfassen der Anklage und Teilnahme an der Hauptverhandlung vor Gericht): 70 Minuten.
- Ermittlungsverfahren wegen Verkehrsstraftaten wie Trunkenheit im Verkehr, Straßenverkehrsgefährdung, Nötigung (inklusive Verfassen der Anklage und Teilnahme an der Hauptverhandlung vor Gericht): 47 Minuten.
- Ermittlungsverfahren wegen Raub, räuberischer Erpressung und Geiselnahme,  (Beispiel: Banküberfall) (inklusive Verfassen der Anklage und Teilnahme an der Hauptverhandlung vor Gericht): 180 Minuten.
- Sexualdelikte, wie Vergewaltigung oder sexueller Missbrauch von Kindern (inklusive Verfassen der Anklage und Teilnahme an der Hauptverhandlung vor Gericht): 200 Minuten.
- Verfahren wegen Verstößen gegen das Betäubungsmittelgesetz (inklusive Verfassen der Anklageschrift und Teilnahme an der Hauptverhandlung): 49 Minuten.
- Straftaten nach dem Asylverfahrensgesetz (jetzt: Asylgesetz) und Ausländergesetz (jetzt: Aufenthaltsgesetz) (inklusive Verfassen der Anklageschrift und Teilnahme an der Hauptverhandlung): 39 Minuten.
- Leichen-, Kapital-, Brand- und politische Verfahren gegen Unbekannt: 43 Minuten.
- Strafsachen gegen Jugendliche (bis 18 Jahre) und Heranwachsende (bis 21 Jahre) (inklusive Verfassen der Anklageschrift und Teilnahme an der Hauptverhandlung): 49 Minuten.

## Kritik
Kritiker aus den berufsständischen Vertretungen der Richter und Staatsanwälte halten die Zeitansätze für unseriös: Sie verweisen darauf, dass Richter und Staatsanwälte, deren Arbeitszeit nicht gemessen, sondern durch das oben dargestellte Zuteilungsprinzip bestimmt werde, längst gezwungen seien, zwischen 60 und 100 Wochenarbeitsstunden zu leisten, um die ihnen übertragenen Aufgaben zu erfüllen. Auch erklärten sich der hohe Bearbeitungsrückstand in der Justiz und die oft ein Ärgernis darstellenden langen Verfahrenslaufzeiten aus der Zuteilung der Arbeit aufgrund der unrealistischen Zeitansätze. Im Übrigen sage eine Erfassung der tatsächlich aufgewandten, notgedrungen auf die verfügbare Arbeitszeit beschränkten Bearbeitungsdauer nichts darüber aus, welche Zeitdauer für eine sachgerechte Bearbeitung erforderlich wäre.